# Лисиціан Павло Герасимович
Павло Герасимович Лісициан (вірм. Պավել Գերասիմի Լիսիցյան; 6 листопада 1911, Владикавказ, Російська імперія — 6 липня 2004, Москва, Росія) — російський та вірменський оперний та камерний співак (баритон), педагог. Народний артист СРСР (1956).

## Біографія
Закінчив Музичну школу імені М.А.Римського-Корсакова в Ленінграді.
В 1930 — 1932 навчався в Ленінградської консерваторії. Працював статистом у Великому драматичному театрі. Брав уроки співу у М.М. Левицької.
В 1932 — 1935 навчався в Ленінградському музичному училищі (клас З.С. Дольської), паралельно працював на Балтійському заводі.
1960 року закінчив екстерном Єреванську консерваторію.
З 1933 року — соліст концертно-театрального бюро Ленгосактеатрів. Працював у Першому молодіжному оперному театрі, де дебютував у 1933 р. у партії Фіорелло в «Севільському цирульнику» Дж. Россіні.
В 1935 — 1937 — соліст Ленінградського Малого оперного театру, (нині — Михайлівський театр), в 1937 — 1940 — Вірменського театру опери та балету.
У роки Великої Вітчизняної війни з липня по жовтень 1941 Павло Лісициан разом з бригадою виїжджав за завданням Голов ПУРСЧА для виступів у частинах Червоної Армії, госпіталях, евакопунктах на вокзалах. За самовіддану працю на фронті був відзначений подякою Політичного управління Західного фронту, командуванням діючої армії, а також особистою зброєю від генерала Доватора. На фронтах і в тилу він дав більше п'ятисот концертів і мав бойові нагороди — медалі «За відвагу», «За оборону Кавказу».
З 1940 по 1966 роки був солістом Большого театру, на сцені якого дав 1800 спектаклів. 1960 року він першим з радянських співаків виступив у Нью-Йоркській Метрополітен-опера в «Аїді» Дж.Вкрді.
Займався викладацькою діяльністю. В 1967 — 1973 роках викладав в Єреванській консерваторії (з 1969 — завідувач кафедри, з 1970 — професор), пізніше — в Московської державної філармонії. У Великому театрі Лісициан консультував молодих співаків.. Разом з Зарой Долуханова очолював Міжнародну школу співу при СТД СРСР.
Помер 6 липня 2004, (за іншими джерелами — 5 липня). Похований на вірменському кладовищі в Москві.

## Сім'я
Дружина — Дагмара Олександрівна (р. 1916) — сестра народної артистки СРСР Зари Долуханова.
Троє дітей Павла Лисиціана професійно займалися співом, стали лауреатами міжнародних конкурсів, мають звання народних артистів Вірменії, заслужених артистів Росії. Старший син Герасим став відомим актором.
- Лисиціан Карина Павлівна (р. 1938) — співачка (меццо-сопрано), вокальний педагог, заслужена артистка Росії, професор
- Лисиціан Герасим Павлович (р. 1943) — актор театру та кіно, читець та поет[12]
- Лисиціан Рубен Павлович (р. 1945) — співак (тенор), вокальний педагог, заслужений артист Росії, професор, президент Німецько-російської культурно-освітньої академії Кьольна[13]
- Лисиціан Рузанна Павлівна (р. 1945) — співачка (сопрано), вокальний педагог, заслужена артистка Росії, професор.

## Нагороди та звання
- Заслужений артист Вірменської РСР (1939)
- Народний артист РРФСР[14]
- Народний артист СРСР (1956)
- Два ордена Трудового Червоного Прапора (1939, 1951)
- Орден Дружби народів (1976)
- Медаль «за відвагу»
- Медаль«за оборону Кавказу»
- Премія Роберта Шумана (1985)
- Золотий хрест Союзу вірмен Росії I ступеня (2002)
- Золота медаль Фонду Ірини Архипової (2002).

## Дискографія
- 1947 — «Травіата», диригент Олександр Орлов (Жорж Жермон)
- 1948 — «Кащей Безсмертний», диригент Самуїл Самосуд (Іван-королевич)
- 1949 — «Садко», диригент Микола Голованов (Веденецкій гість)
- 1950 — «Пікова дама», диригент Олександр Мелік-Пашаєв (Князь Єлецький)
- 1953 — «Аїда», диригент Олександр Мелік-Пашаєв (Амонасро)
- 1954 — «Богема», диригент Самуїл Самосуд (Марсель)
- 1959 — «Кармен», диригент Олександр Мелік-Пашаєв (Ескамільйо)
- 1961 — «Війна та мир», диригент Олександр Мелік-Пашаєв (Наполеон)

Крім того, 1963 року у фільмі-опері «Іоланта» виконав вокальну партію Роберта.

## Пам'ять
2005 року Карина Рузанна та Рубен Лісициан створили благодійний фонд імені Павла Лисиціан, в рамках діяльності якого організовуються численні концерти, майстер-класи, творчі семінари.
У 2008 р. в Москві пройшов I Міжнародний конкурс баритонів імені П. Лисиціан.

## Ліература
- О. Черников. Эпиталама Виндексу, Елецкому, Жермону // «Музыка и время». — 2002. — №5.
- О.Черников. Рояль и голоса великих. Ростов-на-Дону, Феникс, 2011., 224 с. ISBN 978-5-222-17864-5